# Eucarpia univitta
Eucarpia univitta är en insektsart som beskrevs av Walker 1857. Eucarpia univitta ingår i släktet Eucarpia och familjen kilstritar. Inga underarter finns listade i Catalogue of Life.